# 津之森站
津之森站（日语：／ Tsunomori eki */?）是位於島根縣松江市大野町，一畑電車北松江線的車站。車站編號為15。此站是一畑電車於松江市內最西車站。曾經平日早上設有1班來自松江方向的急行列車以此站作為終點站。

## 歷史
- 1928年（昭和3年）4月5日 - 車站啟用。
- 2006年（平成18年）4月1日 - 一畑電氣鐵道把鐵路業務分拆成為獨立的全資子公司一畑電車，此站由一畑電車繼承。
- 2016年（平成28年）4月1日 - 整日成為無人車站。

## 車站構造
車站是一座地面車站，設有1面2線的島式月台。站內的配線為一線通過方式，在待避線旁邊設有1條側線。車站大樓和月台西邊之間設有站內平交道連接。曾經在平日6時41分至8時56分之間設有職員當值，在2016年（平成28年）4月1日起成為整日無人車站。
車站大樓在1995年（平成7年）翻新，車站大樓的外觀以酒藏作為主題。秋鹿町站的車站大樓也是相同設計。

## 車站周邊
- 國道431號（日语：国道431号）
- 宍道湖
- 松江醫療福祉專門學校
- 老人之家大野之鄉

## 巴士路線
站前設有巴士站。
- 松江市社區巴士（日语：松江市コミュニティバス）（大野地區，委托日本交通（日语：日本交通 (島根県)）行走）
  - 魚瀨線
  - 細原、東村線 - 星期六與日暫停服務。

## 使用狀況
根據「島根縣統計書」，以下為近年一日平均乘車人次列表。
| 年度   | 1日平均 乘車人次 | 1日平均 上下車人次 |
| ------ | ---------------- | ------------------ |
| 1999年 | 150              | 314                |
| 2000年 | 157              | 319                |
| 2001年 | 175              | 364                |
| 2002年 | 154              | 323                |
| 2003年 | 167              | 345                |
| 2004年 | 152              | 301                |
| 2005年 | 168              | 354                |
| 2006年 | 178              | 365                |
| 2007年 | 147              | 286                |
| 2008年 | 139              | 268                |
| 2009年 | 119              | 226                |
| 2010年 | 133              | 255                |
| 2011年 | 157              | 308                |
| 2012年 | 151              | 297                |
| 2013年 | 157              | 310                |
| 2014年 | 83               | 170                |
| 2015年 | 104              | 199                |
| 2016年 | 112              | 231                |
| 2017年 | 106              | 209                |
| 2018年 | 71               | 151                |

## 相鄰車站
一畑電車
北松江線
■特急「Super Liner」（平日早上只有下行班次）
一畑口（13）→津之森（15）→秋鹿町（18）
■急行「出雲大社號」（假日日間只有下行班次）
一畑口（13）→津之森（15）→松江花鳥園（17）
■急行（平日黃昏只有上行班次）
一畑口（13）←津之森（15）←秋鹿町（18）
■普通
伊野灘（14）－津之森（15）－高之宮（16）

## 注腳
1. ↑  島根縣統計書

## 外部連結
- 15.津之森 | 停車站資訊 （页面存档备份，存于）（日語） - 一畑電車